# Widen (Argovie)
Widen est une commune suisse du canton d'Argovie, située dans le district de Bremgarten.

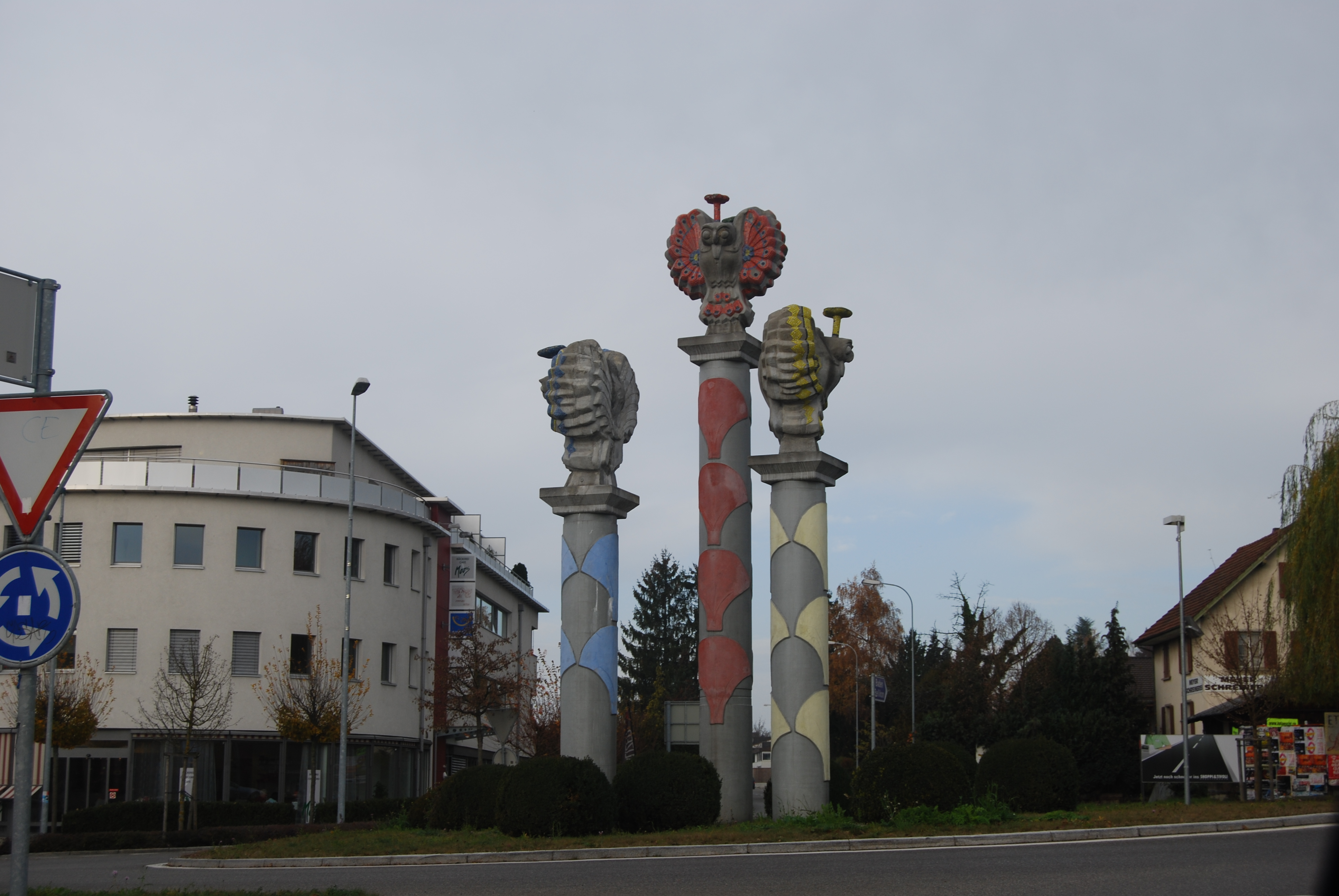
Sculptures situées sur un rond-point de Widen.

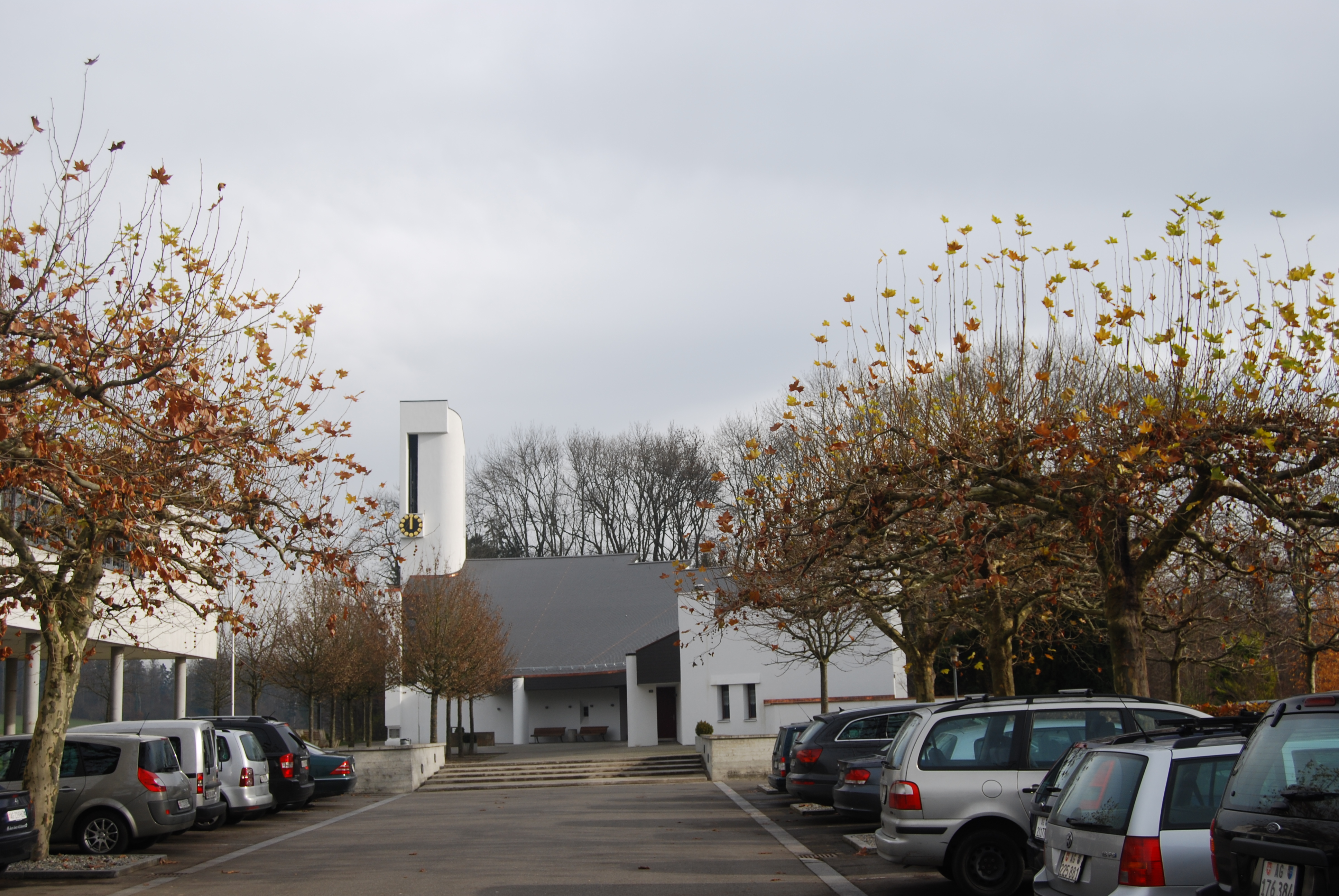
Église réformée de Widen.

Blason de Widen, canton d'Argovie.

Photo aérienne (1964).